# 大谷紀美子
大谷紀美子（おおたに きみこ)は、日本のインド舞踊家。京都市出身。
桐朋学園大学で民族音楽学を学び、その後ハワイ大学やクイーンズ大学ベルファストへと留学し民族舞踊学や社会人類学を学んだ。1966年から68年までチェンナイにあるカラークシェトラ芸術大学でインド舞踊を学び、以降日本やイギリス、アメリカ合衆国などで公演を行ってきた。
その後高知大学教育学部教授を経て、現在は相愛大学学園長および客員教授。

## 論文
- 国立情報学研究所収録論文 国立情報学研究所